# کوه تاسک
کوه تاسَک (Kūh-e Tāsak) که در شمال منطقه بن رود و در مجاورت روستای مراد آباد (کلاه سیاه) و نزدیکی روستاهای قلعه کربلایی محمدعلی بن رود و روستای مختارآباد بن رود از بخش ارژن شهرستان شیراز قرار دارد یکی از قله‌های بالای سه هزار متری استان فارس می‌باشد که در فصل سرد عمدتاً پوشیده از برف است. این کوه از نقاط زیبا و جذاب گردشگری و مناسب کوهنوردی می‌باشد. کوه تاسک و کوه نار (انار) که در مجاورت آن قرار دارد حد فاصل منطقه بن رود با منطقه دشمن زیاری و هفت برم می‌باشند.

## نام‌گذاری

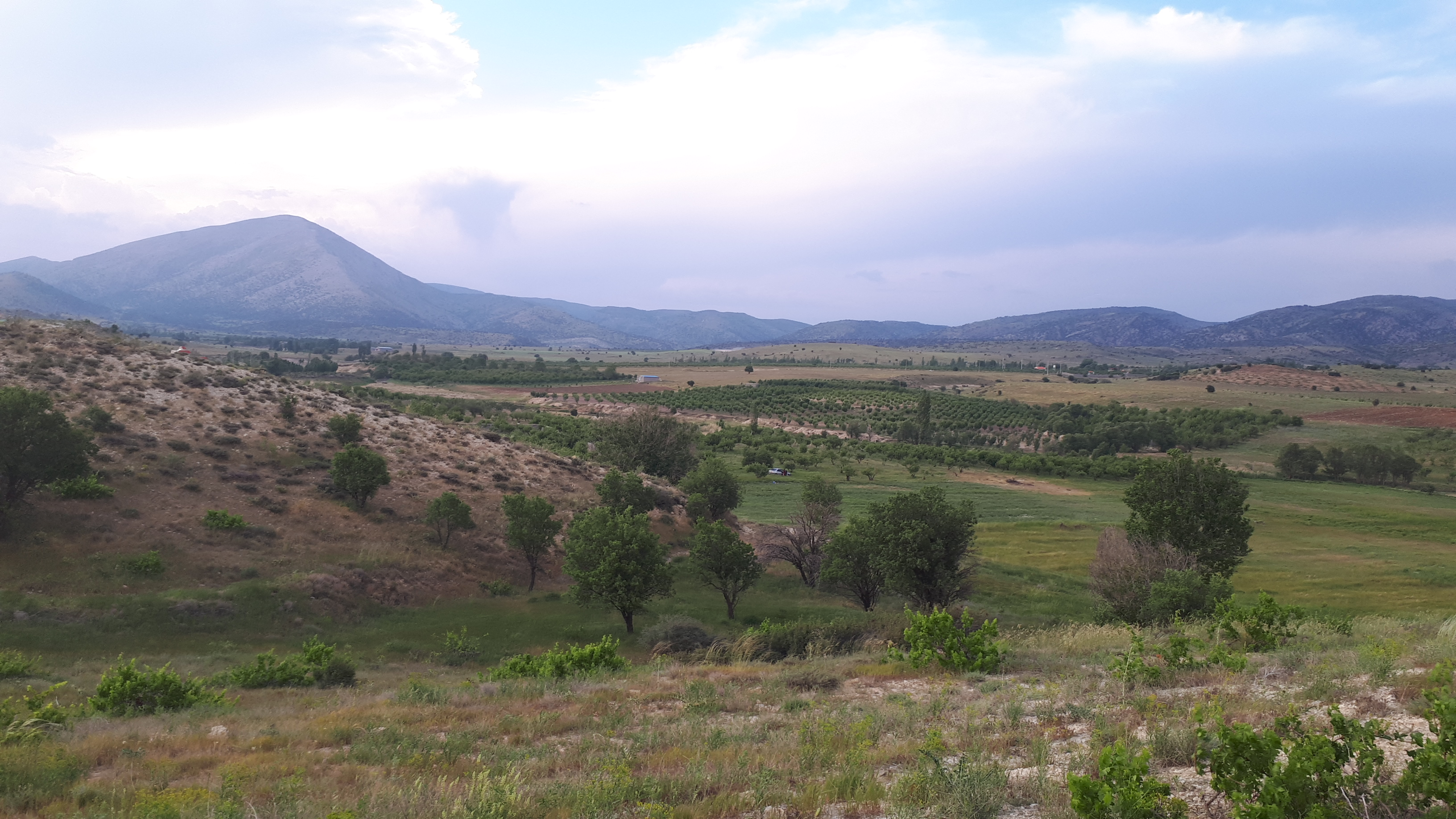
کوه تاسَک و منطقه بنرود

گفته می‌شود به علت خالی بودن قله از پوشش گیاهی نسبت به دامنه کوه که از پوشش گیاهی متنوعی برخوردار است به تاسک معروف گردیده‌است. علاوه بر دلیل فوق، وجود برف در قله که باعث برق زدن آن نسبت به دامنه پایین‌تر که دارای پوشش گیاهی است (و در فصل سرد به رنگ تیره‌تر تمایل دارد) سبب شده که این کوه به تاسک شناخته شود. این کوه از مسیر جاده شیراز به بوشهر از منطقه خانزنیان به‌طور مشخص قابل رویت می‌باشد.